# Roch Stebnowski
Roch Stebnowski (ur. 16 sierpnia 1894 w Horodence, zm. 28 lipca 1967 w Warszawie) – major piechoty Wojska Polskiego, kawaler Orderu Virtuti Militari.

## Życiorys
Urodzony 16 sierpnia 1894 w Horodence jako syn Józefa. W czasie I wojny światowej walczył w szeregach cesarsko-królewskiego Pułku Strzelców Nr 32. Na stopień podporucznika rezerwy został mianowany ze starszeństwem z 1 stycznia 1917.
Do sierpnia 1924 był przydzielony do Powiatowej Komendy Uzupełnień Kamionka Strumiłowa na stanowisku I referenta, pozostając oficerem nadetatowym 43 pułku piechoty w Dubnie, a następnie został przeniesiony do 29 pułku piechoty w Kaliszu. 18 lutego 1928 został mianowany na stopień majora ze starszeństwem z 1 stycznia 1928 i 16. lokatą w korpusie oficerów piechoty. W kwietniu tego roku został wyznaczony na stanowisko dowódcy I batalionu 29 pp. W grudniu 1929 został przesunięty na stanowisko obwodowego komendanta Przysposobienia Wojskowego. W czerwcu 1934 został przeniesiony z 29 pp do Powiatowej Komendy Uzupełnień Kościerzyna na stanowisko komendanta. 1 września 1938 dowodzona przez niego jednostka została przemianowana na Komendę Rejonu Uzupełnień Kościerzyna, a zajmowane przez niego stanowisko otrzymało nazwę „komendant rejonu uzupełnień”. W 1939 roku w dalszym ciągu pełnił służbę na tym stanowisku.
Zmarł 28 lipca 1967. Razem z żoną Zofią (1900–1974) spoczywa na cmentarzu Powązkowskim w Warszawie (kwatera 54-5-1).

## Ordery i odznaczenia
- Krzyż Srebrny Orderu Wojskowego Virtuti Militari (13 kwietnia 1921)[16][17][18]
- Medal Niepodległości (16 marca 1933)[19][20]